# Журівка (Березівський район)
Журі́вка — село Стрюківської сільської громади Березівського району Одеської області в Україні. Населення становить 125 осіб.

## Населення
Згідно з переписом УРСР 1989 року чисельність наявного населення села становила 161 особа, з яких 73 чоловіки та 88 жінок.
За переписом населення України 2001 року в селі мешкало 125 осіб.

### Мова
Розподіл населення за рідною мовою за даними перепису 2001 року:
| Мова       | Відсоток |
| ---------- | -------- |
| українська | 92,80 %  |
| російська  | 7,20 %   |

## Відомі уродженці
- Ведута Павло Пилипович (1906-1987) — новатор сільськогосподарського виробництва, голова колгоспу ім. XXII з'їзду КПРС Березівського району Одеської області УРСР, двічі Герой Соціалістичної Праці (1949, 1958), один з 225 людей за всю історію нагороджень в СРСР, удостоєний золотої зірки Героя Соціалістичної праці вдруге, депутат Верховної Ради УРСР 6—10-го скликань.
- Птащенко Олександр Олександрович (1940-2021) — доктор фізико-математичних наук, професор, член Українського фізичного товариства та Національної спілки письменників України.